# 이성빈
이성빈(1994년 6월 9일 ~ )은 대한민국의 뮤지컬 배우다.

## 방송
- 더블 캐스팅 (2020) - Top44

## 공연
- 아이언 마스크 (2019)
- 브로드웨이 42번가 (2020)
- 광화문 연가 (2021)
- 썸씽로튼 (2021)